# Jimmy Floyd Hasselbaink
Jerrel Floyd "Jimmy" Hasselbaink (Paramaribo, Surinam, 27 de marzo de 1972) es un exfutbolista y entrenador neerlandés de origen surinamés, aunque también tiene la nacionalidad inglesa. Pasó por clubes como Leeds United, Atlético de Madrid,  Chelsea F. C., entre otros. Actualmente es director técnico asistente de Gareth Southgate en la selección de fútbol de Inglaterra.
En marzo de 2023, Hasselbaink fue contratado como entrenador de la selección de Inglaterra, en un movimiento que lo reunió con su excompañero de equipo del Middlesbrough FC, Gareth Southgate.

## Trayectoria

### Como jugador
Jugó desde joven en la Eredivisie. Empezó jugando en el Stormvogels Telstar. En la temporada siguiente (91-92) fichó por el AZ Alkmaar. En este equipo estuvo dos temporadas. Los dos años siguientes Hasselbaink se quedó sin equipo y se dedicó a jugar en equipos neerlandeses no profesionales.
En 1995 se marchó a jugar a la Liga portuguesa, concretamente al SC Campomaiorense. En este equipo jugó una temporada en la que disputó 31 partidos y marcó 12 goles. Al año siguiente fichó por el Boavista FC, donde jugó 29 partidos, marcó 20 goles y ganó la Copa de Portugal. Sus goles en Portugal hicieron que equipos de otras ligas más poderosas posaran sus ojos en él.
En 1997 empezó a jugar en la FA Premier League con el Leeds. En este equipo permaneció dos temporadas y marcó 34 goles, consiguiendo en la temporada 98-99 ser el máximo goleador de la Premier.
En 1999 fichó por el Atlético de Madrid, equipo con el que debutó en la Primera división española. Fue el 22 de agosto de 1999 en el partido Atlético de Madrid 0 - 2 Rayo Vallecano. Con el Atlético jugó 34 partidos de liga y marcó 24 goles. A pesar sus goles, el equipo descendió de categoría, siendo decisivo un penalti fallado por el propio Hasselbaink frente al Real Oviedo, tras una espectacular remontada del conjunto rojiblanco.
Posteriormente, en la final de la Copa del Rey disputada frente al Espanyol (2-1 para el Espanyol), anotó el gol del conjunto rojiblanco en el tiempo de descuento de la segunda mitad. 
En la temporada siguiente Hasselbaink regresó a la Premier League, esta vez para jugar con el Chelsea F.C.. Con este club jugó cuatro temporadas y marcó más de 90 goles. En la temporada 01-02 consiguió un subcampeonato de la Copa de Inglaterra. Además consiguió ser el máximo goleador del campeonato (23 goles) en su primera temporada en el Chelsea. Hasselbaink es el único jugador del Chelsea FC que ha marcado tres goles en un partido después de entrar como sustituto. El partido terminó con victoria para el Chelsea FC ante el Wolverhampton Wanderers.
En 2004 ficha por el Middlesbrough Football Club. En su última temporada jugó 36 partidos y marcó 13 goles. En total marcó 116 goles en la FA Premier League, convirtiéndose en el noveno jugador que más goles ha marcado en la historia de la liga inglesa.
En la temporada 2006/2007 fichó por el Charlton Athletic. Irónicamente su primer gol con el Charlton Athletic lo marcó en Stamford Bridge ante el Chelsea FC, pero se negó a festejar. Jugó en el Cardiff de la segunda categoría inglesa hasta 2008 (English League Championship). Anunció su retirada el 15 de septiembre de 2008.

### Como entrenador
Su experiencia como técnico comienza entrenando al Chelsea Sub-16 y a un período como integrante del personal del Nottingham Forest.
En 2013 se convierte en entrenador del Royal Antwerp de Bélgica para hacerse cargo del primer plantel de la institución, eterno aspirante al ascenso a la Primera División belga.

## Selección nacional
Fue internacional con la selección de fútbol de los Países Bajos en 29 ocasiones. Marcó un total de 9 goles con su selección.

### Participaciones en Copas del Mundo
Participó en la Copa Mundial de Fútbol de 1998 con la selección de fútbol de los Países Bajos disputando dos partidos contra Bélgica y México. En ese Mundial quedó en cuarta posición con su selección.

## Clubes

### Como jugador
| Club                | País         | Año       |
| ------------------- | ------------ | --------- |
| Stormvogels Telstar | Países Bajos | 1990-1991 |
| AZ Alkmaar          | Países Bajos | 1991-1993 |
| Campomaiorense      | Portugal     | 1995-1996 |
| Boavista            | Portugal     | 1996-1997 |
| Leeds United        | Inglaterra   | 1997-1999 |
| Atlético de Madrid  | España       | 1999-2000 |
| Chelsea             | Inglaterra   | 2000-2004 |
| Middlesbrough       | Inglaterra   | 2004-2006 |
| Charlton Athletic   | Inglaterra   | 2006-2007 |
| Cardiff City        | Gales        | 2007-2008 |

### Clubes como entrenador
| Club *                                           | País       | Año       |
| ------------------------------------------------ | ---------- | --------- |
| Royal Antwerp F. C.                              | Bélgica    | 2013-2014 |
| Burton Albion F. C.                              | Inglaterra | 2014-2015 |
| Queens Park Rangers F. C.                        | Inglaterra | 2015-2016 |
| Northampton Town                                 | Inglaterra | 2017-2018 |
| Burton Albion F. C.                              | Inglaterra | 2021-2022 |
| Selección de fútbol de Inglaterra (DT asistente) | Inglaterra | 2023-2024 |

## Palmarés

### Campeonatos nacionales
| Título           | Club       | País       | Año  |
| ---------------- | ---------- | ---------- | ---- |
| Copa de Portugal | Boavista   | Portugal   | 1997 |
| Charity Shield   | Chelsea FC | Inglaterra | 2000 |

### Distinciones individuales
| Distinción                                  | Año     |
| ------------------------------------------- | ------- |
| Bota de Oro de la Premier League (18 goles) | 1998-99 |
| Bota de Oro de la Premier League (23 goles) | 2000-01 |